# Bad Buchau
Bad Buchau est une ville allemande située dans le Bade-Wurtemberg, dans l'arrondissement de Biberach.